# Husar
Husar (en francès Uza) és un municipi francès situat al departament de les Landes i a la regió de la Nova Aquitània.

## Demografia
| 1962                                       | 1968 | 1975 | 1982 | 1990 | 1999 | 2007 | 2013 |
| ------------------------------------------ | ---- | ---- | ---- | ---- | ---- | ---- | ---- |
| 272                                        | 313  | 307  | 234  | 184  | 160  | 160  | 159  |
| Des de 1962: població sense dobles comptes |      |      |      |      |      |      |      |

## Administració
| Període         | Identitat                    | Partit |
| --------------- | ---------------------------- | ------ |
| 2001-2008       | Bertrand Marraud Des Grottes |        |
| 2008-2014       | Rémy Jumel                   |        |
| 2014-actualitat | Jean-Jacques Leblond         |        |